# Исилькульский район
Исильку́льский райо́н — административно-территориальная единица (район) и муниципальное образование (муниципальный район) на юго-западе Омской области России.
Административный центр — город Исилькуль.

## География
Рек на территории района нет. Крупные озёра: Камышное, Кривое, Солёное, Ибитское, Камышлово, Половинное, Большое Первотаровское. Площадь района — 2800 км².

## История
Район образован в мае 1925 года путём преобразования Исиль-Кульской укрупнённой волости Омского уезда Омской губернии. Район вошёл в состав Омского округа Сибирского края.
С июля по декабрь 1925 года из Васютинского сельского совета выделены Улендыкульский, Ксеньевский. Из Городищенского сельского совета выделен Березовский. Из Березняковского сельского совета выделен Куломзинский. Из Лукерьинского сельского совета выделен Евсюковский. Из Зарословского сельского совета выделен Суворовский. Из Лебяжинского сельского совета выделен Камышловский. Из Украинского сельского совета выделены Новодонский, Ночкинский, Орловский, Сухачёвский. Центр Сухачёвского сельского совета перенесён из села Николаевка в село Мясники. Из Солнцевского сельского совета выделен Память Свободы.
В 1925 году в районе насчитывалось 198 населённых пунктов, 33 сельских совета, 6722 хозяйства.
На 1926 год в районе насчитывалось 29 сельских советов, 172 населённых пункта (171 сельский населённый пункт, 1 городское поселение), 7778 хозяйств.
В июне 1929 года Городищенский сельский совет присоединён к Березовскому. Из Солоозёрского сельского совета выделен Пахаревский. Из Пахаревского сельского совета выделен Солоозёрский. Центр Аулсовета № 4 перенесён из аула Мукаш в аул Шелекпай. Центр Улендыкульского сельского совета перенесён из села Улендыкуль в хутор Четыре Дворика.
В июле 1929 года из ликвидированного Москаленского района было передано 7 сельских советов (Волчанский, Гольбштадский, Горкушинский, Екатериновский, Кувшиновский, Николаевский, Ольгинский). Из ликвидированного Борисовского района передан 1 сельский совет (Степоковский). Волчанский сельский совет присоединён к Ольгинскому и Кувшиновскому. Центр Екатериновского сельского совета перенесён из села Екатериновка в село Грязново.
В январе 1930 года из Любинского района передан Мироновский сельский совет.
В июне 1930 года из частей Москаленского, Екатериновского, Гольбштадсткого сельских советов образован Краснофлагский.
В июле 1930 года район передаётся из упразднённого Сибирского края в Западно-Сибирский край.
В период 1930—1934 годов произошли значительные изменения в делении района. Гольбштадский сельский совет присоединён к Краснофлагскому. Пахаревский сельский совет переименован в Боевой. Солоозёрский сельский совет присоединён к Боевому. Васютинский сельский совет переименован в Баррикадский с переносом центра из села Васютино в посёлок Баррикада. К Баррикадскому сельскому совету присоединены Ксеньевский, Улендыкульский и часть Новодонского. Часть Новодонского, Орловский сельские советы присоединены к Украинскому. Березовский сельский совет присоединён к Исилькульскому. Рославский сельский совет переименован в Большевистский с переносом центра из села Рославка в село Большевик. Кромский сельский совет присоединён к Большевистскому. Горкушинский, Екатериновский сельские советы присоединёны к Корнеевскому. Пучковский сельский совет переименован в Маргенаусский с переносом центра из села Пучково в село Маргенау. Культжугутский сельский совет переименован в Медвежинский с переносом центра из села Культжугут в село Медвежье. Лукерьинский сельский совет присоединён к Медвежинскому. Сухачёвский сельский совет переименован в Мясниковский. К Солнцевскому сельскому совету присоединён Память Свободы. Центр Солнцевского сельского совета перенесён из села Солнцевка в село Карповка.
На 1 января 1931 года в районе насчитывался 39 сельский советов, 242 населённых пунктов. Площадь составляла 4335 квадратных километров. Расстояние до центра края 765 километров. Ближайшая железнодорожная станция здесь. Население района составляло 55675 человек (7113 городское, 48562 сельское).
В 1931 году площадь района составляла 4382 квадратных километров. Насчитывалось 36 сельских советов, 225 населённых пунктов. Направление хозяйства района зерновое с преобладанием пшеницы. В районе расположено 3 совхоза («Боевой», «Лесной» принадлежащие Госсортсемтресту и «Москаленский» принадлежащий Свиноводтресту). В районе действует 2 МТС («Исуль-Кульская» с 65 тракторами обслуживающая 23 колхоза и «Москаленская» с 45 тракторами обслуживающая 24 колхоза). МТФ в районе нет. Имеются 2 фермы по выращиванию молодняка. В промышленности самыми крупными предприятиями были:
- Уктамская вальцовая мельница сельскохозяйственной коммуны «Баррикада»;
- Вальцовая мельница с локомобилем сельскохозяйственной коммуны «Борец»;
- Мельница имени Калинина совхоза «Боевой»;
- Ремонтно-транспортная мастерская Трактороцентра (МТС).

Мелкая промышленность насчитывала 664 заведения при 855 занятых рабочих. Важнейшие отрасли: кожевенно-меховая, валяльная (пимокатная), пищевкусовая. Связь в районе поддерживается почтово-телеграфной конторой и радио. Социальная сфера: 81 школа I ступени, 4 ШКМ, 1 школа заводской семилетки, 1 техникум, 1 школа совхозуча, 3 библиотеки, 7 изб-читален, 8 врачебных пунктов с 5 приёмными покоями на 35 коек, 1 фельдшерский пункт, медперсонал 19 человек (8 врачей).
16 октября 1931 года здесь началось издание районной газеты.
В марте 1932 года Барский, Березняковский, Зарословский, Камышловский, Куломзинский, Суворовский сельские советы были перечислены в состав Булаевского района Казахской АССР, а Первотаровский сельский совет из Булаевского района Казахской АССР в состав Исилькульского района Западно-Сибирского края.
В 1932 году к Лебяжинскому сельскому совету присоединена часть Первотаровского.
В апреле 1933 года в состав района переданы земли совхоза «Элита» Любинского и Шербакульского районов. Из Шербакульского района передан Степоковский сельский совет.
В 1933 году из ликвидированного Полтавского района было передано 13 сельских советов (Барвенковский, Вольновский, Гостиловский, Еремеевский, Красногорский, Никоновский, Новосергеевский, Терпеньевский, Ольгинский, Платовский, Полтавский, Светиловский, Соловьёвский).
В июне 1934 года Степоковский сельский совет присоединён к Краснофлагскому. Вольновский сельский совет присоединён к Терпеньевскому, Никоновскому. Часть Светиловского сельского совета присоединена к Терпеньевскому. Кувшиновский сельский совет присоединён к Мироновскому, Николаевскому. Мироновский сельский совет переименован в Евграфовский с переносом центра из села Мироновка в село Евграфовка. Лесной сельский совет переименован в Лосевский с присоединением части Первотаровского. Часть Первотаровского сельского совета присоединена к Лебяжинскому. Ночкинский сельский совет присоединён к Украинскому.
В декабре 1934 года район вошёл в состав Омской области.
В январе 1935 года в образованный Москаленский район было передано 7 сельских советов (Баррикадский, Евграфовский, Корнеевский, Краснофлагский, Москаленский, Николаевский, Ольгинский). В образованный Полтавский район было передано 10 сельских советов (Барвенковский, Гостиловский, Красногорский, Никоновский, Новосергеевский, Терпеньевский, Ольгинский, Платовский, Полтавский, Соловьёвский).
В марте 1935 года из Москаленского района передан Баррикадский сельский совет.
В апреле 1936 года Аулсовет № 4 переименован в Тельмановский.
В 1936 году насчитывалось 166 населённых пунктов, 13 сельских советов (1 казахский, 2 немецких), 97 колхозов, 2 МТС, 75 начальных школ, 10 неполных средних школ, 1 средняя школа, 1 педагогический техникум, 41 клубное учреждение, 3 больницы, 6 амбулаторий. Площадь 2833 квадратных километра.
На 1 января 1938 года площадь района составляла 2800 квадратных километров, насчитывалось 13 сельских советов. Расстояние до центра области 138 километров.
В 1938 году центр Большевистского сельского совета перенесён из села Большевик в село Благовещенка. Центр Лосевского сельского совета перенесён из села Лосево в село Первотаровка. Центр Тельмановского сельского совета перенесён из аула Шелекпай в аул Кайбогор.
4 декабря 1938 года село Исилькуль становится рабочим посёлком.
В 1939 году центр Исилькульского сельского совета перенесён из рабочего посёлка Исилькуль в село Городище.
К 1 января 1941 года в районе насчитывалось 13 сельских советов. Площадь района равнялась 2900 квадратных километров. Расстояние до центра области 138 километров. Ближайшая железнодорожная станция здесь.
В апреле 1941 года центр Тельмановского сельского совета перенесён из аула Кайбогор в аул Новый Макен.
В 1942 году из Лосевского сельского совета выделен Лесной совхозный поселковый совет.
20 марта 1945 года рабочий посёлок Исилькуль преобразован в город.
В 1945 году из Большевистского и Украинского сельских советов образован Кудряевский. Из Евсюковского сельского совета выделен Северный. Из Медвежинского сельского совета выделен Новолосевский.
К 1 января 1947 года районе насчитывалось 14 сельских советов. 1 город. Площадь района равнялась 2900 квадратных километров. Расстояние до центра области 138 километров. Ближайшая железнодорожная станция здесь.
В 1949 году Исилькульский сельский совет переименован в Городищенский. Маргенауский сельский совет переименован в Кухарёвский.
В 1951 году центр Большевистского сельского совета перенесён из села Благовещенка в село Рославка.
В 1954 году Лосевский сельский совет присоединён к Новолосевскому.
В 1955 году Тельмановский сельский совет присоединён к Баррикадскому, Городищенскому.
В 1958 году Новолосевский сельский совет переименован в Первотаровский с переносом центра из села Новолосево в село Первотаровка.
В апреле 1959 года изменена граница между Украинским и Кудряевским сельскими советами.
В 1959 году Кудряевский сельский совет переименован в Каскатский с переносом центра из села Кудряевка в аул Каскат.
В октябре 1959 года Городищенский сельский совет был упразднён и вошёл в черту города Исилькуль.
В 1960 году Мясниковский сельский совет присоединён к Украинскому.
В 1962 году из ликвидированного Полтавского района было передано 8 сельских советов (Вольновский, Еремеевский, Красногорский, Новосергеевский, Терпеньевский, Ольгинский, Полтавский, Соловьёвский).
В 1964 году Лебяжинский сельский совет присоединён к Первотаровскому, Медвежинскому и Князевскому сельскому совету Называевского района.
В 1965 году в образованный Полтавский район было передано 8 сельских советов (Вольновский, Еремеевский, Красногорский, Новосергеевский, Терпеньевский, Ольгинский, Полтавский, Соловьёвский).
В 1974 году Евсюковский сельский совет присоединён к Северному. Центр Северного сельского совета перенесён из посёлка Северный в село Новорождественка.
В 1975 году Большевистский сельский совет присоединён к Лесному.
К 1987 году ближайшая железнодорожная станция здесь. Расстояние до Омска 145 километров. 1 город областного подчинения.
В 1989 году изменены границы между некоторыми сельскими советами района.
На 1 марта 1991 года в районе насчитывалось: 10 сельских советов, 1 город, 59 населённых пунктов в сельской местности. Территория района 2700 квадратных километров. Население района 49121 человек (26430 городское, 22691 сельское). Действовало 4 совхоза («Лесной», «Медвежинский», «Новорождественский», «Украинский»), 3 колхоза («Россия», «Сибирь», им. Ленина), ОПХ «Боевое», Исилькульский мясной совхоз.
В 1993 году сельские советы упразднены.
В 2003 году введены в районе сельские администрации.
В 2004 году сельские администрации преобразованы в сельские округа.
В 2008 году в районе было исключено 3 населённых пункта из учётных данных (деревни Воскресенка, Моховое и аул Бакабас)..
На 1 января 2009 года в районе насчитывалось 1 город областного подчинения, 51 сельский населённый пункт, 10 сельских округов.
В ноябре 2009 года в районе был исключён 1 населённый пункт из учётных данных (деревня Орловка).
В 2013 году был утверждён герб района.

## Население
| 1926    | 1931    | 1959    | 1970    | 1979    | 1989    | 2002    |
| ------- | ------- | ------- | ------- | ------- | ------- | ------- |
| 39 038  | ↗55 675 | ↗59 787 | ↘26 796 | ↘23 263 | ↘22 691 | ↘22 216 |
| 2009    | 2010    | 2011    | 2012    | 2013    | 2014    | 2015    |
| ↗46 174 | ↘43 424 | ↘43 347 | ↘42 758 | ↘42 120 | ↘41 689 | ↘41 428 |
| 2016    | 2017    | 2018    | 2019    | 2020    | 2021    | 2023    |
| ↘40 891 | ↘40 298 | ↘39 854 | ↘39 329 | ↘38 808 | ↘36 675 | ↘35 753 |

На 1925 год по похозяйственным книгам в районе насчитывалось 33352 человека.
По Всесоюзной переписи населения 17 декабря 1926 года в районе проживало 39038 человек (19371 м — 19667 ж). Крупные национальности: русские, казахи, украинцы, белорусы, немцы, эстонцы.
На 1 января 1931 года население района составляло 55675 человек. Крупные национальности: русские 51,3 %, украинцы 14,8 %, немцы 9,8 %. Средняя плотность населения 12,7 человек на 1 квадратный километр.
По Всесоюзной переписи населения 15 января 1959 года в районе проживало 59787 человек (27595 м — 32192 ж). 25466 городское население.
По Всесоюзной переписи населения 15-22 января 1970 года в районе проживало 26796 человек в сельской местности (12522 м — 14274 ж) и 25992 человека городское население (12369 м — 13623 ж).
По Всесоюзной переписи населения 17 января 1979 года в районе проживало 23263 человека в сельской местности (10830 м — 12433 ж) и 25734 человека городское население (11752 м — 13982 ж).
По Всесоюзной переписи населения 12-19 января 1989 года в районе проживало 22691 человек в сельской местности (10949 м — 11742 ж) и 26430 человек городское население (11985 м — 14445 ж).
По Всероссийской переписи населения 9 октября 2002 года в районе проживало 22216 человек в сельской местности (10752 м — 11464 ж) и 26549 человек городское население (12357 м — 14192 ж).
По Всероссийской переписи населения 14-25 октября 2010 года в районе проживало 18942 человека в сельской местности (9066 м — 9876 ж) в процентном отношении 46,6 % мужчин, 53,4 % женщин. 24482 человека городское население (11412 м — 13070 ж) в процентном отношении 47,9 % мужчин, 52,1 % женщин.

### Урбанизация
В городских условиях (город Исилькуль) проживают 56,08 % населения района.

### Национальный состав
По Всероссийской переписи населения 2010 года
| Национальность  | Численность населения, чел. | Доля от населения |
| --------------- | --------------------------- | ----------------- |
| Казахи          | 3679                        | 8,47              |
| Немцы           | 3035                        | 6,99              |
| Русские         | 34427                       | 79,28             |
| Татары          | 219                         | 0,50              |
| Украинцы        | 898                         | 2,07              |
| Прочие нации    | 1165                        | 2,69              |
| Итого по району | 43424                       | 100,00            |

## Муниципально-территориальное устройство
В Исилькульском районе 51 населённый пункт в составе одного городского и 10 сельских поселений:
| №  | Городское и сельские поселения            | Административный центр | Количество населённых пунктов | Население | Площадь, км² |
| -- | ----------------------------------------- | ---------------------- | ----------------------------- | --------- | ------------ |
| 1  | Исилькульское городское поселение         | город Исилькуль        | 1                             | ↘20 050   | 94,81        |
| 2  | Баррикадское сельское поселение           | село Баррикада         | 6                             | ↘1023     | 251,23       |
| 3  | Боевое сельское поселение                 | посёлок Боевой         | 7                             | ↘2044     | 275,47       |
| 4  | Каскатское сельское поселение             | аул Каскат             | 2                             | ↘345      | 114,51       |
| 5  | Кухарёвское сельское поселение            | село Маргенау          | 7                             | ↘1991     | 155,45       |
| 6  | Лесное сельское поселение                 | посёлок Лесной         | 6                             | ↘1844     | 322,36       |
| 7  | Медвежинское сельское поселение           | село Медвежье          | 4                             | ↘781      | 392,25       |
| 8  | Новорождественское сельское поселение     | село Новорождественка  | 4                             | ↘1758     | 313,69       |
| 9  | Первотаровское казачье сельское поселение | село Первотаровка      | 3                             | ↘504      | 207,46       |
| 10 | Солнцевское сельское поселение            | село Солнцевка         | 6                             | ↗2979     | 225,89       |
| 11 | Украинское сельское поселение             | село Украинка          | 5                             | ↘2434     | 435,48       |

| №  | Населённый пункт   | Тип                                | Население | Муниципальное образование                 |
| -- | ------------------ | ---------------------------------- | --------- | ----------------------------------------- |
| 1  | 2779 км            | железнодорожный остановочный пункт | ↘8        | Кухарёвское сельское поселение            |
| 2  | № 12               | хутор                              | →217      | Солнцевское сельское поселение            |
| 3  | Аполлоновка        | деревня                            | ↘836      | Новорождественское сельское поселение     |
| 4  | Баррикада          | село                               | ↘868      | Баррикадское сельское поселение           |
| 5  | Благовещенка       | деревня                            | ↘275      | Лесное сельское поселение                 |
| 6  | Боевой             | посёлок                            | ↘1506     | Боевое сельское поселение                 |
| 7  | Боровое            | посёлок                            | ↗480      | Боевое сельское поселение                 |
| 8  | Васютино           | село                               | ↘55       | Баррикадское сельское поселение           |
| 9  | Водяное            | деревня                            | ↘335      | Солнцевское сельское поселение            |
| 10 | Гофнунгсталь       | деревня                            | ↘407      | Кухарёвское сельское поселение            |
| 11 | Евсюки             | деревня                            | ↘247      | Новорождественское сельское поселение     |
| 12 | Емонтаево          | деревня                            | ↘135      | Первотаровское казачье сельское поселение |
| 13 | Ивановка           | деревня                            | ↗147      | Кухарёвское сельское поселение            |
| 14 | Исилькуль          | город                              | ↘20 050   | Исилькульское городское поселение         |
| 15 | Каскат             | аул                                | ↘376      | Каскатское сельское поселение             |
| 16 | Комсомольский      | посёлок                            | ↗409      | Лесное сельское поселение                 |
| 17 | Кордон № 1         | населённый пункт                   | ↘58       | Солнцевское сельское поселение            |
| 18 | Красновознесенка   | деревня                            | ↘129      | Баррикадское сельское поселение           |
| 19 | Кромы              | село                               | ↘287      | Каскатское сельское поселение             |
| 20 | Ксеньевка          | село                               | ↘119      | Баррикадское сельское поселение           |
| 21 | Кудряевка          | деревня                            | ↘285      | Украинское сельское поселение             |
| 22 | Культжугут         | деревня                            | ↘84       | Медвежинское сельское поселение           |
| 23 | Кухарево           | станция                            | ↘162      | Кухарёвское сельское поселение            |
| 24 | Ленинский          | посёлок                            | ↘411      | Боевое сельское поселение                 |
| 25 | Лесной             | посёлок                            | ↗1223     | Лесное сельское поселение                 |
| 26 | Лукерьино          | деревня                            | ↘70       | Медвежинское сельское поселение           |
| 27 | Маргенау           | село                               | ↘701      | Кухарёвское сельское поселение            |
| 28 | Медвежье           | село                               | ↘861      | Медвежинское сельское поселение           |
| 29 | Мясники            | деревня                            | ↘289      | Украинское сельское поселение             |
| 30 | Николайполь        | деревня                            | ↘441      | Кухарёвское сельское поселение            |
| 31 | Новодонка          | деревня                            | ↘283      | Украинское сельское поселение             |
| 32 | Новолосево         | деревня                            | ↘244      | Медвежинское сельское поселение           |
| 33 | Новопетроград      | деревня                            | ↘43       | Баррикадское сельское поселение           |
| 34 | Новорождественка   | село                               | ↘718      | Новорождественское сельское поселение     |
| 35 | Ночка              | деревня                            | ↘262      | Украинское сельское поселение             |
| 36 | Озёрка             | деревня                            | ↘3        | Новорождественское сельское поселение     |
| 37 | Озеро Камысловское | железнодорожный остановочный пункт | ↘92       | Боевое сельское поселение                 |
| 38 | Омар               | аул                                | ↘7        | Боевое сельское поселение                 |
| 39 | Память Свободы     | деревня                            | ↘82       | Солнцевское сельское поселение            |
| 40 | Первотаровка       | село                               | ↘678      | Первотаровское казачье сельское поселение |
| 41 | Петровка           | деревня                            | ↘245      | Солнцевское сельское поселение            |
| 42 | Пучково            | деревня                            | ↘391      | Кухарёвское сельское поселение            |
| 43 | Рославка           | деревня                            | ↘277      | Лесное сельское поселение                 |
| 44 | Северный           | посёлок                            | ↘60       | Боевое сельское поселение                 |
| 45 | Северный           | посёлок                            | ↗230      | Лесное сельское поселение                 |
| 46 | Солнцевка          | село                               | ↘1805     | Солнцевское сельское поселение            |
| 47 | Сосновка           | деревня                            | ↘27       | Первотаровское казачье сельское поселение |
| 48 | Украинка           | село                               | ↘1551     | Украинское сельское поселение             |
| 49 | Улендыкуль         | деревня                            | ↘211      | Баррикадское сельское поселение           |
| 50 | Южный              | посёлок                            | ↘201      | Боевое сельское поселение                 |
| 51 | Юнино              | разъезд                            | ↘94       | Лесное сельское поселение                 |

| Исчезнувшие населённые пункты             |
| ----------------------------------------- |
| Аксаринское — деревня                     |
| Бакабас — аул (?-2008)                    |
| Белтика — деревня                         |
| Бостандык — аул                           |
| Воскресенка — деревня (?-2008)            |
| Восьмое — деревня                         |
| Гавриловка — деревня                      |
| Грязновка — деревня                       |
| Добринка — деревня                        |
| Кайбогар — аул                            |
| Киребай — аул                             |
| Копцы — деревня                           |
| Королёвка — деревня                       |
| Красный Борок — деревня                   |
| Кудияр — аул                              |
| Кудринское — деревня                      |
| Лосев — посёлок (1752—1990-е)             |
| Моховое — деревня (?-2008)                |
| Муравей — деревня                         |
| Николаевское — деревня                    |
| Новая Москва — деревня                    |
| Новое — деревня                           |
| Новосорочье (Пушкино)— деревня (? — 1967) |
| Новый Макен — аул                         |
| Орловка — деревня (1902—2009)             |
| Пахарь — деревня                          |
| Пенза — хутор                             |
| Пробуждение — деревня                     |
| Розовка — деревня                         |
| Сычёвка — деревня                         |
| Старый Макен — аул                        |
| Терентьевка — деревня                     |
| Тетерино — деревня                        |
| Ульго — аул                               |
| № 13 — хутор                              |

## Достопримечательности
- Камышловский лог
- Лосев редут
- Озеро Эбейты

Памятники истории, архитектуры, археологии и монументального искусства
- Клуб железнодорожников, одно из первых клубных зданий в области 1926, Железнодорожный проспект 8 город Исилькуль
- Здание школы, где в годы Великой Отечественной войны располагался госпиталь в 1941—1945, ул. Революции город Исилькуль
- Памятник воинам-землякам, погибшим в Великой Отечественной войне 1967, пл. Победы город Исилькуль
- Могила А. М. Ломова, первого председателя Исилькульского совета, погибшего от рук белогвардейцев 1918, территория плодопитомника город Исилькуль
- Братская могила 10 красногвардейцев, расстрелянных белогвардейцами в 1918, организована в 1978, ул. Деповская город Исилькуль
- Памятник В. И. Ленину 1968, пл. Победы город Исилькуль
- Могила Героя Социалистического Труда П. Г. Михеева, кладбище город Исилькуль
- Могила Героя Социалистического Труда А. Т. Архипенко, кладбище село Маргенау
- Могила Героя Социалистического Труда Г. Ф. Иванова, кладбище посёлок Боевой
- Памятник Герою Советского Союза С. И. Ермолаеву 1975, посёлок Боевой
- Могила М. Р. Гетьман, полного кавалера ордена Славы, кладбище посёлок Лесной
- Здание дома культуры, построенного методом народной стройки 1930, посёлок Лесной[78]
- Могила Героя Советского Союза А. Д. Фролова, кладбище город Исилькуль[79]

Известные люди
10 ноября 1959 г. в совхозе БОЕВОЙ родился известный учёный в области педиатрии доктор медицинских наук, профессор Мещеряков Виталий Витальевич